# Диц (объединённая община)
Диц — объединённая община в районе Рейн-Лан земли Рейнланд-Пфальц, в Германии. К объединённой общине Диц относятся город Диц и 22 местных общины. Управление находится в Дице.

## Члены объединённой общины
| - Альтендиц - Ауль - Бальдуинштайн - Бирленбах - Вазенбах - Гайльнау - Гюккинген - Дёрнберг - Диц - Иссельбах - Крамберг - Лангеншайд | - Лауренбург - Хайстенбах - Хамбах - Хиршберг - Хольцаппель - Хольцхайм - Хорхаузен - Шайдт - Шарлоттенберг - Штайнсберг - Эппенрод |

## Совет объединённой общины
Совет объединённой общины Диц состоит из 36 избираемых членов и бургомистра, работающего на штатной основе в качестве председателя. 
Распределение мест в Совете по итогам муниципальных выборов 7 июня 2009 года: СДПГ — 14, ХДС — 11, СвДП — 4, самовыдвиженцы — 7.